# Faras

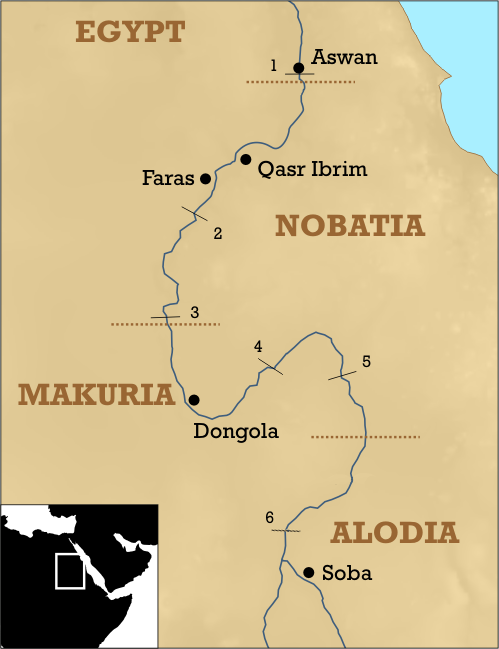
Poloha Farasu v Núbii

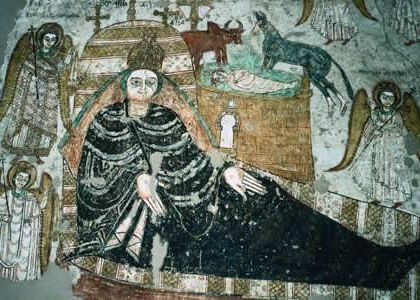
Fresky v katedrále

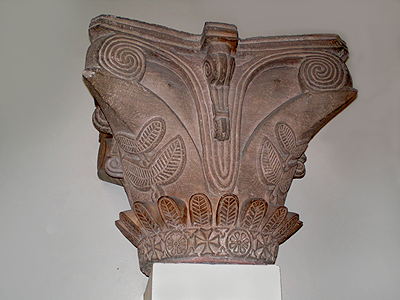
Hlavice sloupu z Farasu (Londýn, Britské muzeum)

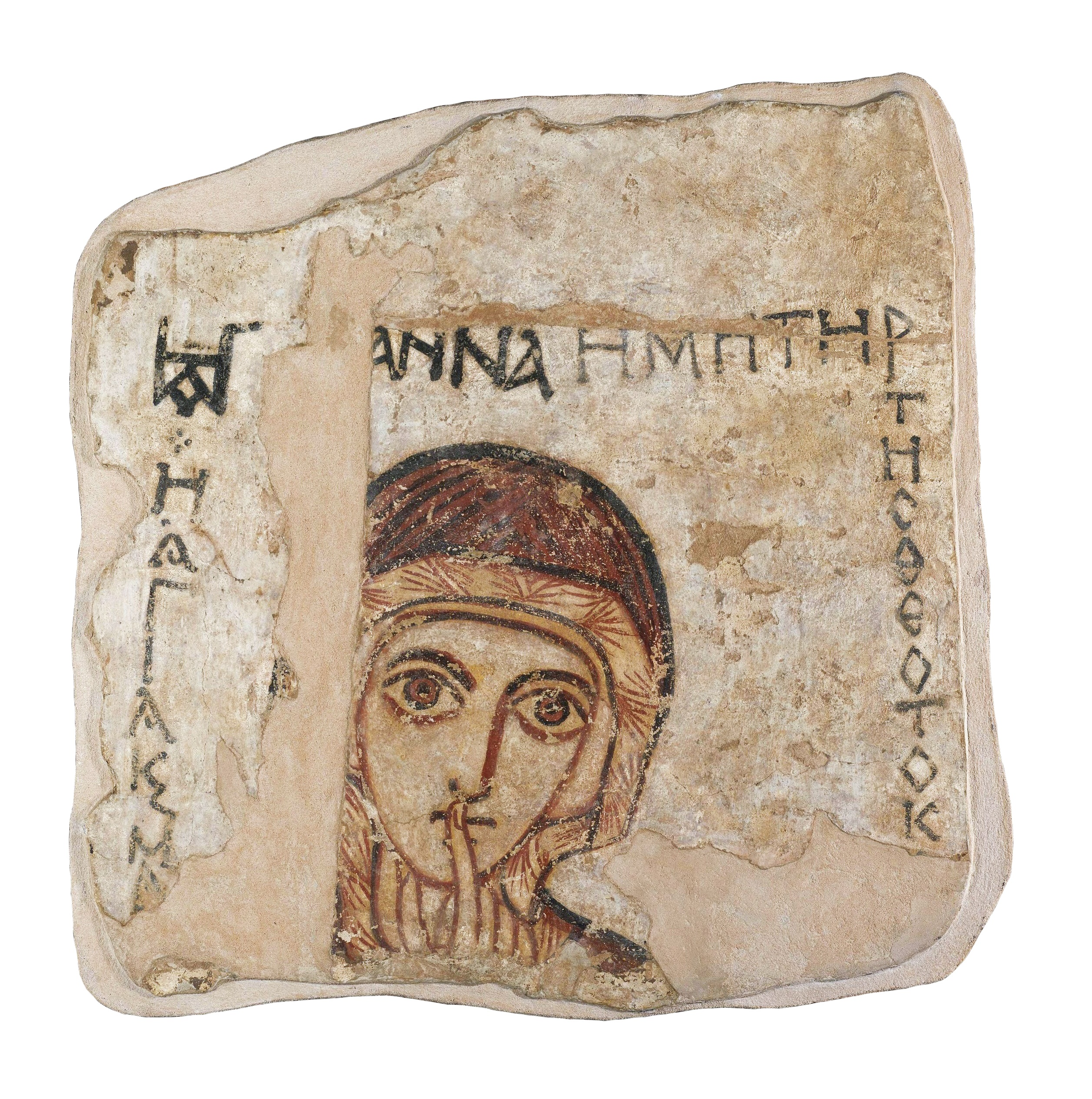
Freska sv. Anny z Farasu (Národní Muzeum, Varšava)

Faras, dříve známé také pod jménem Pachoras, bylo významné město v Dolní Núbii v dnešním Egyptě. V 60. letech 20. století město zaplavily vody Násirova jezera a v současnosti se nachází pod jeho hladinou. Před zaplavením zde proběhly rozsáhlé archeologické výzkumy; provedl je polský tým archeologů pod vedením K. Michałowského).
Město vzniklo v období skupiny A; v období Meroe bylo důležitým střediskem a nacházel se v něm významný chrám. V době nadvlády Egypta nad Núbií se stal Faras egyptským správním centrem ležícím proti proudu nad Abú Simbel a převládaly zde egyptské kulturní vlivy.
Město dosáhlo vrcholu svého rozmachu v křesťanském období Núbie, kdy se Faras stal hlavním městem státu Nobatie. Ten byl později včleněn do Makúrie, avšak Faras zůstal nejvýznamnějším městem severu. K hlavním objeveným památkám z tohoto období patří katedrála města, která byla zcela vyplněna pískem; tak se zachovalo na zdech velké množství pozoruhodných nástěnných maleb. Tyto malby představují nejlépe dochované příklady křesťanského Núbijského umění. Znázorňují vesměs známé biblické výjevy, portréty biskupů z Farasu a panovníků. Zachráněné malby jsou dnes vystaveny ve Varšavě a v Chartúmu. Ve Farasu byly také nalezeny rozsáhlé keramické dílny, kde pravděpodobně vznikalo velké množství vysoce kvalitní keramiky tzv. zlatého období Makúrie.
V pozdějším neklidném období křesťanské Núbie Faras zřejmě zaznamenal úpadek a administrativním centrem se namísto něj stalo snadněji bránitelné město Kasr Ibrím.